# キャッシー (タレント)
キャッシー（1950年10月4日 - ）は、日本の女優・タレント。本名：森栖 キャサリン（もりす キャサリン）。

## 人物・来歴
1950年（昭和25年）に生まれる。大阪弁を話す。「先祖は黒船のボイラー釜炊きで来日」と本人が番組で語る。
10代の頃に素人名人会に漫才で出場したことがきっかけでテレビ・ラジオの出演を始め、1973年8月4日に公開された映画『チョットだけヨ 全員集合!!』に出演、また同年に放送開始した大阪ローカルのバラエティ番組『プリン&キャッシーのテレビ! テレビ!』のメイン司会に横山プリンとともに起用される。
1975年1月1日に放送開始したアニメーションによる情報番組『キリンものしりシリーズ』第5作『キリンのものしり館』のレギュラー出演者として、小宮和枝とともに声の出演をする。
日本の芸能界を引退後、1980年4月4日にアメリカ合衆国・ハワイのプロレスラー、ヒロ佐々木と結婚した。
1980年5月19日、テレビ朝日のワイドショー番組『アフタヌーンショー』で佐良直美との「同性愛スキャンダル」を梨元勝に訴え、梨元が『週刊現代』に書き立てたことで報道が過熱した。
2010年代に、高齢化した両親の世話をするために日本へ帰国していたことが分かった。
2016年2月に佐良直美が『週刊新潮』の取材を受け、同性愛スキャンダルについて否定するコメントを発したことを受け、2020年2月に同誌上で反論する証言を行い、改めて事実だったことを告白している。

## 出演

### 映画
- チョットだけョ全員集合!!（1973年、松竹）
- 喜劇 日本列島震度0（1973年、松竹） - 女中
- 逆襲! 殺人拳（1974年、東映） - 中山君子

### テレビドラマ
- 必殺仕掛人 第6話「消す顔消される顔」（1972年、ABCテレビ） - 女殺し屋 役
- 東芝日曜劇場 第859回「雨ニモマケズ」（1973年、北海道放送）
- お姉ちゃん（1973年 - 1974年、TBSテレビ）
- 俺たちの旅 (日本テレビ)
  - 第4話「男の友情は哀しいのです」（1975年）
  - 第14話『馬鹿がひとりで死んだのです」（1976年）

### アニメ
- キリンものしりシリーズ（毎日放送） - 猫
  - キリンのものしり館（1975年 - 1979年）
  - キリンあしたのカレンダー（1980年）

### バラエティ番組
- プリン&キャッシーのテレビ! テレビ!（1973年 - 1979年、読売テレビ）
- ガッツヤング登場（1973年 - 1974年、東京12チャンネル）
- へーイ!ハイ!ガッツ（1974年 - 1975年、12ch）
- シャープ・スターアクション（1974年 - 1979年、日本テレビ） - 初代女性軍レギュラー
- 宝塚テレビロマン（1979-1980 関西テレビ放送） - 宝塚歌劇団のテレビオリジナル公演の進行・解説役

### CM
- なんきんまね（明治製菓）

### ラジオ
- タカラブネ リクエスト 佐良直美・うたの街（1979年、TBSラジオ）
- 歌うサテスタ ヤぁ ヤぁ ヤぁ!（ラジオ関西）
- MBSヤングタウン金曜日（MBSラジオ）
- カット・ジャパン1310（ラジオ大阪）
- 歌って笑ってドンドコドン（ラジオ大阪）
- オー! サンデー（CBCラジオ）- パーソナリティ。板東英二、上岡龍太郎、野口小太郎、久野誠（CBCアナウンサー(当時)）とともに担当。